# Inn at the Presidio
L'Inn at the Presidio est un hôtel américain situé à San Francisco, en Californie. Installé dans le Presidio de San Francisco, au sein de la Golden Gate National Recreation Area, cet établissement est abrité dans un bâtiment construit en 1903. Membre des Historic Hotels of America depuis 2011, il fait également partie des Historic Hotels Worldwide.
Ouvert en avril 2012, il est le premier hôtel à ouvrir dans le Presidio de San Francisco. Selon l'administration militaire, il s'agit du bâtiment 42 du Presidio. Son taux d'occupation est tel (90% en moyenne) qu'un hôtel annexe, le 42 room Lodge at the Presidio, ouvre en 2017 pour absorber la demande. En 2013, l'hôtel avait ouvert en annexe la maison Funston House. 